# Enquêtes et Révélations
Enquêtes et Révélations est un magazine d'information français diffusé sur TF1 du 2 septembre 2008 au 18 décembre 2012 et présenté par Magali Lunel. 

## Diffusion
L'émission est diffusée en seconde partie de soirée un mardi soir par mois. Cette émission succède au programme Le Droit de savoir de Charles Villeneuve,,,.

## Principe
Le programme propose un reportage d'investigation sur des sujets de société préoccupant la vie des français : crise du logement, marché du travail, précarité, pouvoir d'achat, consommation, discrimination, santé, etc.